# Perseverance (łazik)

Logo misji Mars 2020
z łazikiem Perseverance

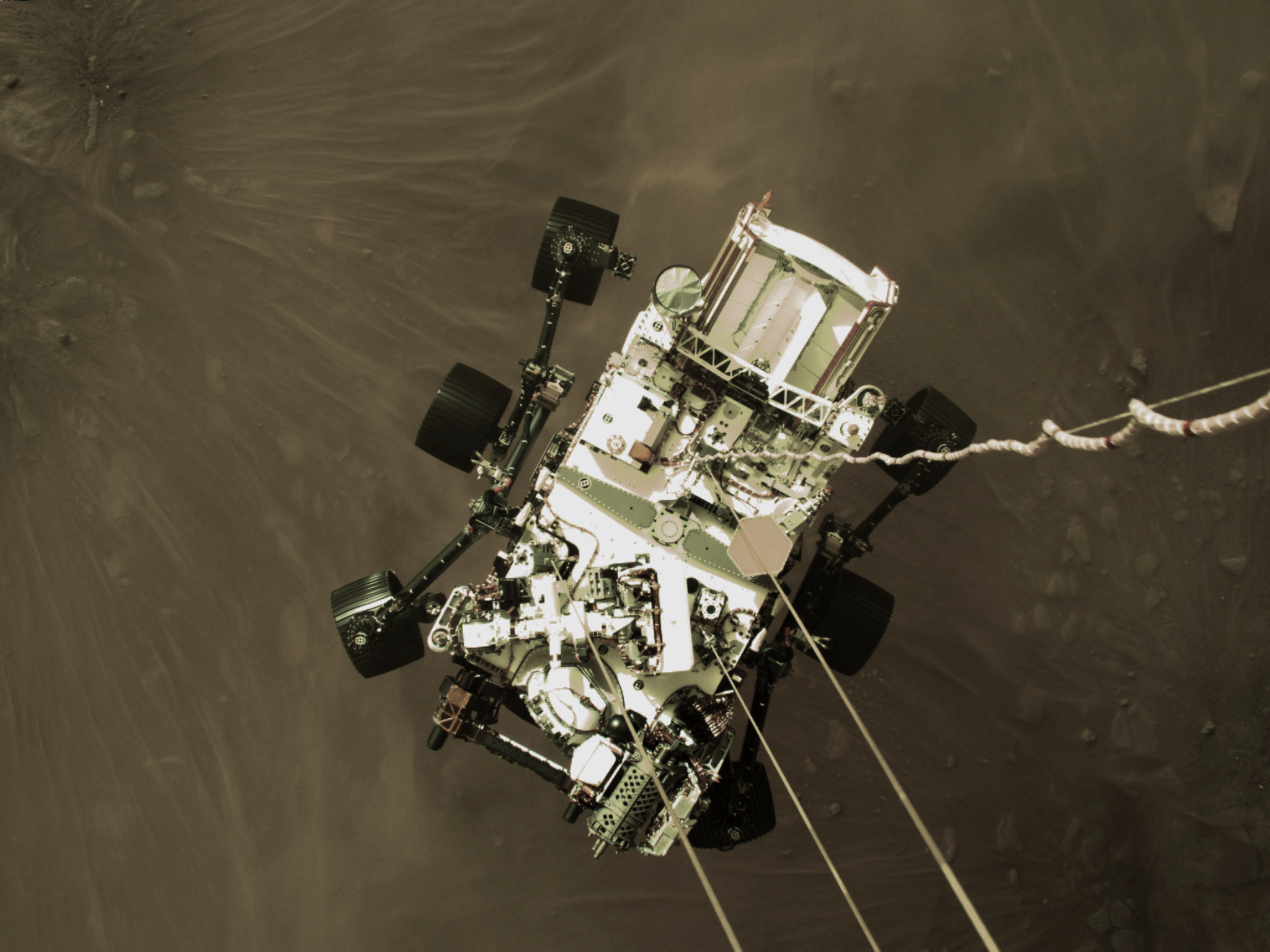
Zdjęcie łazika Perseverance z lądowania, zrobione od strony dźwigu-lądownika

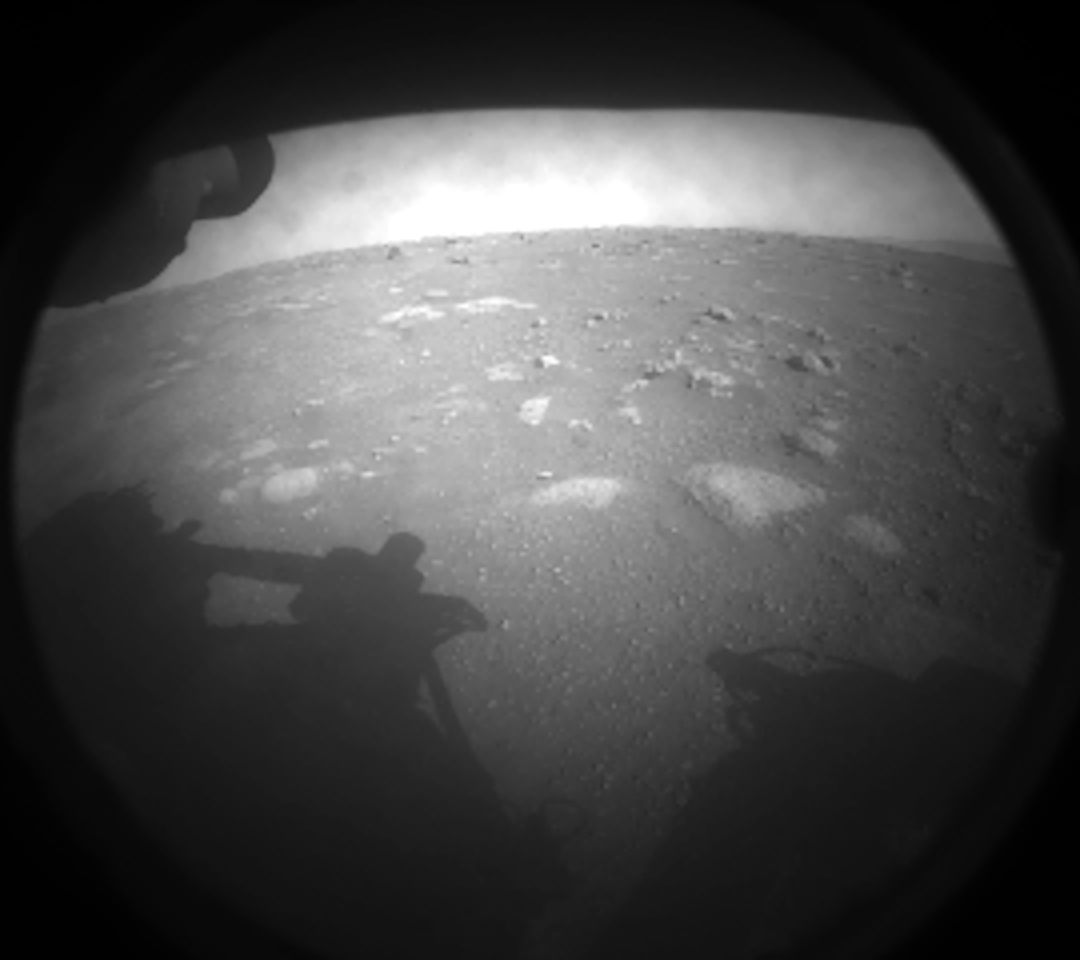
Pierwsze zdjęcie przesłane przez łazik Perseverance po wylądowaniu 18 lutego 2021

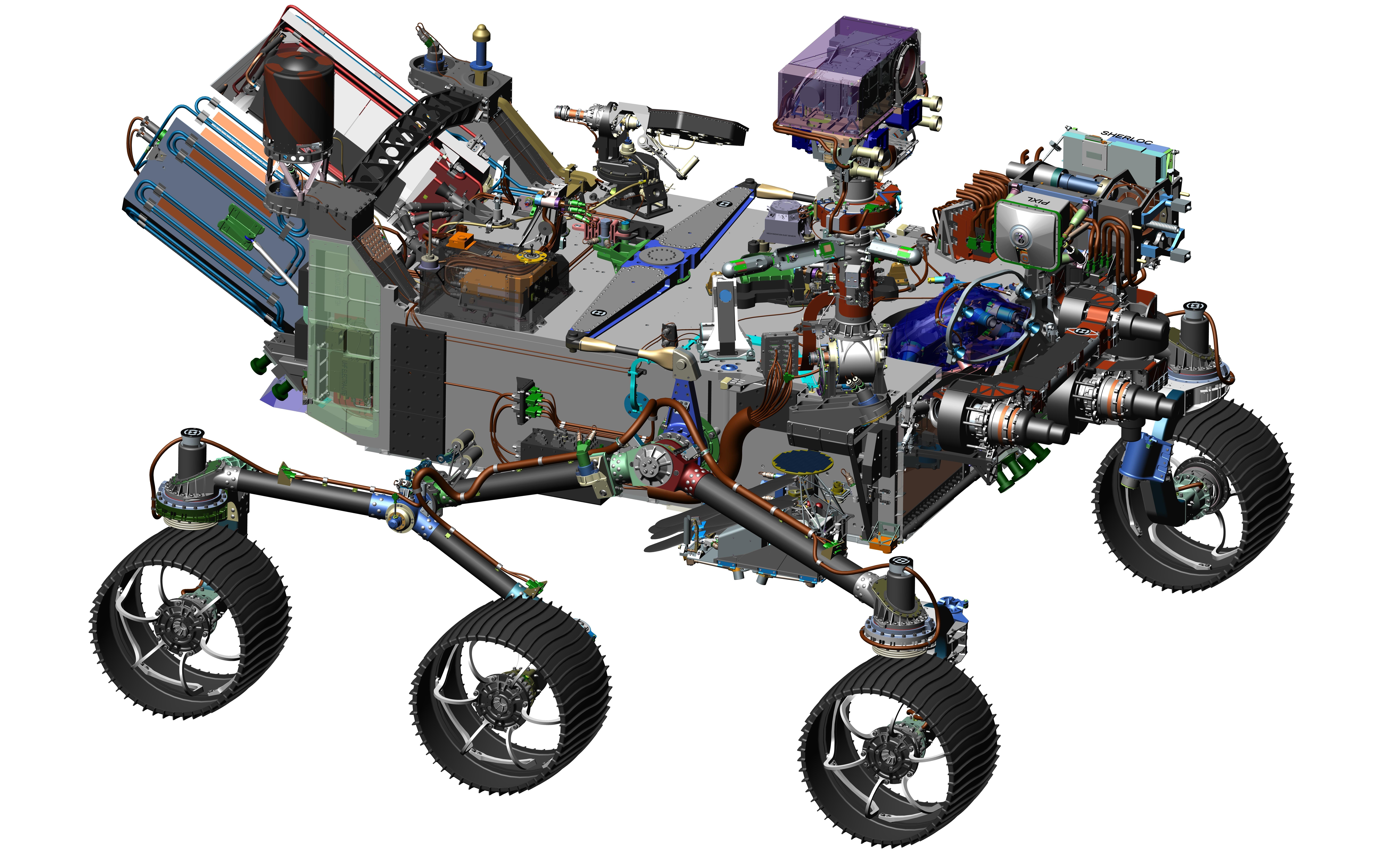
Schemat konstrukcji łazika Perseverance

Perseverance (pol. „Wytrwałość”) – planetarny łazik misji NASA Mars 2020, której celem jest zbadanie marsjańskiego krateru Jezero. Łazik ma na pokładzie siedem urządzeń do prowadzenia naukowych i technologicznych badań dotyczących eksploracji Marsa
Łazik Perseverance pomoże w poszerzeniu wiedzy o tym, jak przyszli odkrywcy będą wykorzystywać zasoby naturalne dostępne na powierzchni planety. Umiejętność życia na Marsie przekształciłaby przyszłą eksplorację planety. Projektanci przyszłych załogowych wypraw na Marsa będą mogli korzystać z tej misji, aby zrozumieć zagrożenia, jakie stwarza pył marsjański, i wskazać technologię przetwarzania dwutlenku węgla z atmosfery do produkcji tlenu. Doświadczenia te pomogą inżynierom dowiedzieć się, jak korzystać z marsjańskich zasobów do produkcji tlenu do oddychania i ewentualnie jako utleniacza do paliwa rakietowego.
W 2018 roku jako miejsce lądowania łazika został wybrany krater Jezero o złożonej historii geologicznej, który w odległej przeszłości mieścił jezioro.
NASA wykorzystała przy lądowaniu Perseverance największy w historii spadochron użyty na Marsie o średnicy 21,5 m. Jego zadaniem było spowolnienie opadania łazika. Pod koniec opadania został on odczepiony wraz z czymś, co można nazwać latającym dźwigiem. Latający dźwig opuścił łazika na powierzchnię planety, po czym odczepił liny, a sam odleciał na bezpieczną odległość (około 700 m).
Lądowanie zakończyło się sukcesem 18 lutego 2021, wtedy też łazik przesłał  pierwsze zdjęcia z planety. Później przesłał również nagranie video pokazujące procedurę lądowania.
23 lipca 2021 roku NASA poinformowała, że łazik Perseverance zacznie pobieranie pierwszej próbki marsjańskich skał i że będzie na to potrzebował ok. 11 dni. Zebrany materiał ma zostać w przyszłości wysłany na Ziemię w ramach misji Mars Sample Return.

## Instrumenty naukowe
- Mastcam-Z, zaawansowany system kamer z możliwością obrazowania panoramicznego i stereoskopowego, z możliwością robienia zbliżeń. Urządzenie będzie mogło również określać mineralogię powierzchni Marsa i pomagać w operacjach łazika. Głównym pracownikiem naukowym jest James Bell z Arizona State University w Tempe.
- SuperCam, instrument, który może zapewnić obrazowanie, analizę składu chemicznego i mineralnego. Urządzenie będzie także zdolne do zdalnego wykrycia obecności związków organicznych w skałach i w regolicie. Główny pracownikiem naukowym jest badacz Roger Wiens z Los Alamos National Laboratory w Nowym Meksyku. W instrument ten istotny wkład włożyły również francuskie Centre National d’Études Spatiales (CNES) i Institut de Recherche en Astrophysique et Planétologie (IRAP).
- Planetarny Instrument do Rentgenowskiej Litochemii ang. Planetary Instrument for X-ray Litho Chemistry (PIXL), rentgenowski fluoroscencyjny spektrometr, który zawiera również wysokiej rozdzielczości kamerę do określenia składu pierwiastkowego marsjańskiej powierzchni. PIXL zapewni nowe możliwości, które pozwolą na bardziej szczegółowe wykrywanie i analizę pierwiastków chemicznych niż kiedykolwiek. Głównym naukowcem jest Abigail Allwood z Jet Propulsion Laboratory (JPL).
- Skanowanie środowisk posiadających możliwość stanowienia siedlisk życia, wykorzystując efekt Ramana i luminescencję dla form organicznych i chemicznych (SHERLOC). Spektrometr ten dostarczać będzie dokładnie wyskalowane przetwarzanie obrazu i wykorzystując laser ultrafioletowy, wykrywać będzie związki organiczne i określać mineralogię według dokładnej skali. SHERLOC będzie pierwszym ultrafioletowym spektrometrem Ramana wysłanym na powierzchnię Marsa i dostarczać będzie pomiary uzupełniające do innych instrumentów na pokładzie łazika. Głównym badaczem jest Luther Beegle, JPL.
- Marsjański Eksperyment Produkcji Tlenu ang. The Mars Oxygen ISRU Experiment (MOXIE) to poszukiwanie technologii, która będzie produkować tlen z marsjańskiej atmosfery, a konkretnie z dwutlenku węgla. Głównym pracownikiem naukowym jest Michael Hecht z Massachusetts Institute of Technology znajdującego się w Cambridge.
- Marsjański Analizator Dynamiki Środowiska ang. Mars Environmental Dynamics Analyzer (MEDA), zestaw czujników, które dostarczą pomiary dotyczące temperatury, prędkości i kierunku wiatru, ciśnienia, wilgotności względnej, rozmiaru i kształtu kurzu. Głównym uczonym w tej dziedzinie jest José Antonio Rodriguez-Manfredi z centrum Centro de Astrobiología w Instituto Nacional de Técnica Aeroespacial z Hiszpanii.
- Eksperymentalny radarowy przetwornik obrazu podpowierzchni marsjańskiej, ang. The Radar Imager for Mars’ Subsurface Experiment (RIMFAX), radar penetrujący marsjańskie podpowierzchniowe struktury geologiczne z centymetrową rozdzielczością[a]. Głównym naukowcem jest Svein-Erik Hamran z Norwegian Defence Research Establishment(inne języki).